# Inno di Garibaldi
L’Inno di Garibaldi è un inno patriottico del Risorgimento italiano.
Autore del testo fu, a seguito di una esplicita richiesta dello stesso eroe dei due mondi, il poeta Luigi Mercantini (1821–1872), di cui l'inno costituisce una delle composizioni più celebri insieme alla poesia La spigolatrice di Sapri, struggente rievocazione romantica della spedizione rivoluzionaria, di stampo socialista, repubblicano e mazziniano, tentata a Sapri da Carlo Pisacane; la musica fu invece a cura del compositore Alessio Olivieri.
L'inno fu per molto tempo assai popolare dopo l'unità d'Italia, soprattutto tra le comunità di italiani emigrati. Acquisì nuovo slancio ai tempi della Grande Guerra e durante il fascismo fu uno dei pochi inni risorgimentali non proibiti dal regime. Durante la resistenza venne adottato dalle brigate di partigiani comunisti (le cosiddette brigate Garibaldi) e utilizzato dall'emittente radiofonica Radio Bari come sigla di chiusura della trasmissione Italia combatte.
Durante la campagna elettorale per le elezioni del 18 aprile 1948, l'inno venne utilizzato per la propaganda del Fronte Democratico Popolare, che usava anche l'immagine di Garibaldi come simbolo elettorale.

## Storia
L'origine dell'inno risale ad una riunione tenutasi il 19 dicembre 1858 nella casa del patriota bergamasco Gabriele Camozzi sulle alture di Genova, alla quale parteciparono anche Nino Bixio, Mercantini, Garibaldi e sua moglie, nella quale si discusse la formazione del corpo di volontari in seguito denominato "Cacciatori delle Alpi".
Ad un certo punto della riunione, l'eroe dei due mondi disse al poeta marchigiano: «Voi mi dovreste scrivere un inno per i miei volontari! Lo canteremo andando alla carica, e lo ricanteremo tornando vincitori!». Mercantini rispose, laconico: «Ci proverò.»
In una successiva riunione, tenutasi nello stesso luogo e con i medesimi partecipanti il 31 dicembre, Mercantini annunciò di aver composto l'inno, di avergli dato il titolo di Canzone italiana e di aver affidato la composizione della musica all'amico Alessio Olivieri, direttore di una banda militare. Accompagnato al pianoforte dalla moglie, Mercantini cantò con la sua voce grave la prima strofa dell'inno, che suscitò l'acclamazione e l'entusiasmo dei presenti.
L'inno divenne ben presto assai popolare e conosciuto come Inno di battaglia dei Cacciatori delle Alpi; in seguito alla spedizione dei Mille divenne noto semplicemente come Inno di Garibaldi.

## Analisi
Soprattutto noti, e ancora citati, sono i versi iniziali:
ed il ritornello: